# Conservation International

Logo organizacji

Conservation International (CI) – założona w 1987 organizacja non-profit z siedzibą w Waszyngtonie zajmująca się ochroną ziemskiej bioróżnorodności. Współpracuje z organizacjami pozarządowymi oraz lokalną ludnością. Zatrudnia ponad 900 naukowców, ekonomistów, specjalistów od komunikacji i pracowników oświaty. W ramach działalności CI odkryto dotychczas kilkadziesiąt nowych gatunków zwierząt.